# Maghera
Maghera är en ort i Storbritannien.   Den ligger i riksdelen Nordirland, i den västra delen av landet, 600 km nordväst om huvudstaden London. Maghera ligger 74 meter över havet och antalet invånare är 4 085.
Terrängen runt Maghera är platt åt sydost, men åt nordväst är den kuperad.Runt Maghera är det ganska glesbefolkat, med 38 invånare per kvadratkilometer. Närmaste större samhälle är Magherafelt, 10,9 km söder om Maghera. Trakten runt Maghera består i huvudsak av gräsmarker.